# Luca di Carbone
San Luca di Carbone, o di Tauriana (Calabria, ... – Carbone, dopo il 1005), è stato un abate italiano, primo egumeno del monastero dei Santi Elia e Anastasio di Carbone.

## Fonti
Le poche informazioni su di lui ci provengono da un breve testo redatto da un suo successore, anch'egli chiamato Luca, che fu quinto abate di Carbone negli anni 1050; nel 1600 Paolo Emilio Santoro, autore del Chronicon Carbonense, identificò Luca di Carbone con un altro santo omonimo e contemporaneo, Luca di Demenna, traendo in inganno svariati storiografi successivi e creando una confusione che si è trascinata per i secoli seguenti e che è riportata anche nella Bibliotheca Sanctorum. Viene inoltre confuso con un terzo san Luca, fratello di san Fantino il Giovane e abate nel Mercurion.

## Biografia
Nato in un luogo imprecisato della Calabria (l'identificazione di Tauriana come sua città natale è tarda), Luca fu fatto monaco da san Saba da Collesano; assieme al fratello san Biagio fondò, intorno al 971, il monastero dei Santi Elia e Anastasio di Carbone. San Saba morì nel 996 e Luca gli successe come archimandrita dei vari eremi e monasteri del Latinianon. Alla scomparsa di Luca, avvenuta dopo l'anno 1005, la guida del monastero di Carbone passò al fratello san Biagio.